# Nikołaj Olejnikow
Nikołaj Makarowicz Olejnikow (ros. Никола́й Мака́рович Оле́йников; ur. 17 sierpnia 1898, zm. 24 listopada 1937) – radziecki pisarz, scenarzysta i poeta. Autor utworów dla dzieci. Zbiory wierszy, m.in. Ironiczeskije stichi (Nowy Jork 1982). Był związany z ugrupowaniem literacko-teatralnym Oberiu. Został rozstrzelany.

## Scenariusze filmowe
- 1934: Obudźcie Lenoczkę
- 1936: Lenoczka i winogrona

Źródło: